# Kavalier der Lüfte
Der Kavalier der Lüfte ist eine einmal jährlich an Piloten und Nicht-Piloten verliehene Auszeichnung, die sich im Flugsport oder der Luftfahrt allgemein besonders verdient gemacht haben.

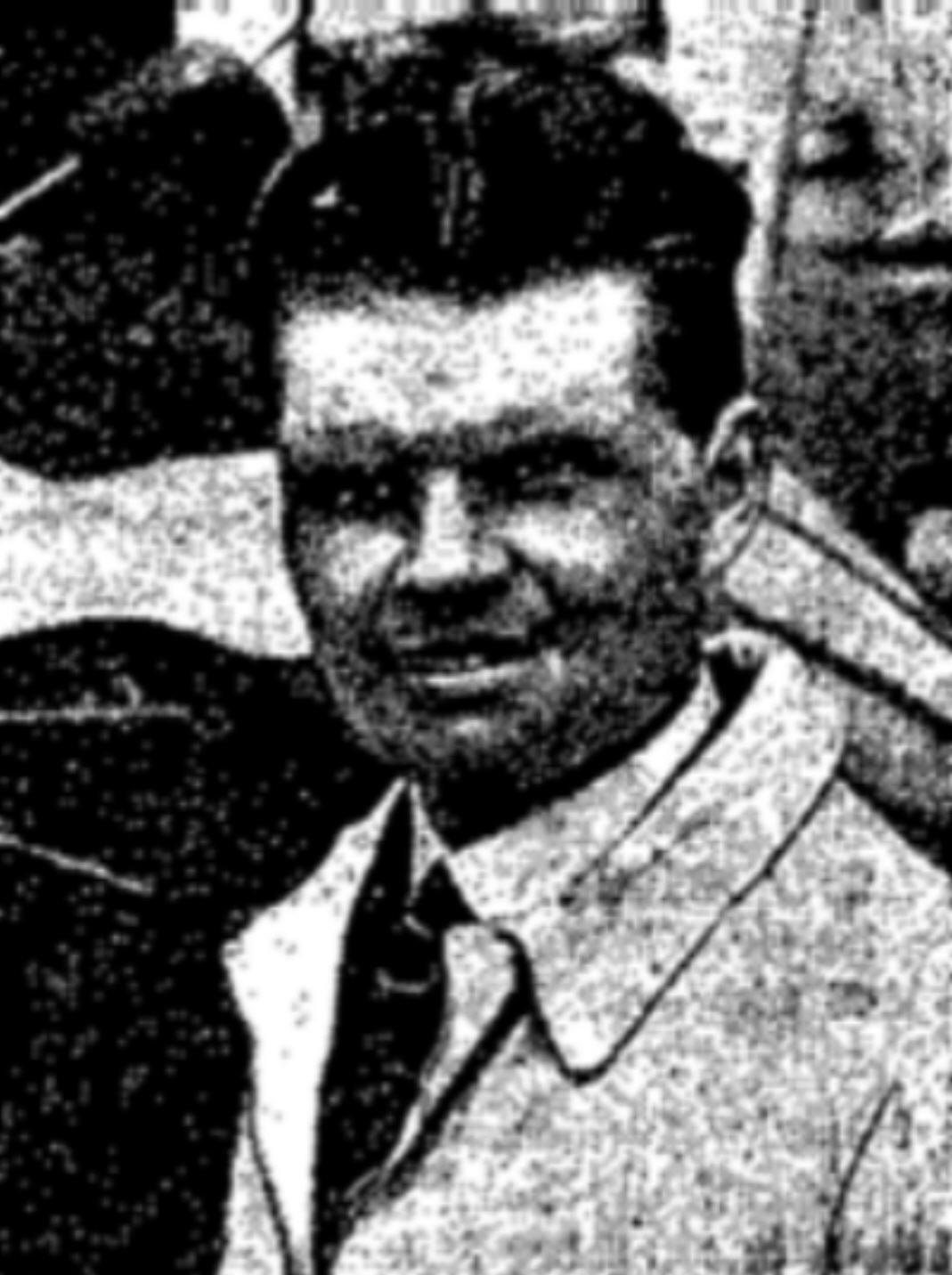
Gerd Achgelis (1933), Stifter der Auszeichnung „Kavalier der Lüfte“

## Stiftung
Der Kavalier der Lüfte wurde 1967 durch den deutschen Kunstflugmeister und Hubschrauberentwickler Gerd Achgelis (1908–1991) ins Leben gerufen, um eine Person auszuzeichnen und zu ehren, die ihre Verbundenheit mit dem Fliegen aus Leidenschaft bewiesen hat. Die Auszeichnung ist mit dem von ihm gestifteten Wanderpreis Huder Mönch verbunden, der jeweils im Oktober eines Jahres verliehen wird und die Namen der Geehrten trägt. Der Verleihungsausschuss besteht dabei aus ehemaligen Kavalieren der Lüfte, die im rollierenden Verfahren nachrücken.

## Preisträger
Als erster Kavalier der Lüfte wurde 1967 der Pilot Friedrich Jahn ausgezeichnet, der seit 1928 mit der Entwicklung der Fliegerei im Oldenburger Land verbunden war. Unter den Preisträgern befinden sich u. a. Harald Rossol (2020), der mit seinem Partner Olaf Lühring den Flugplatz Oldenburg-Hatten erhalten hat, der Schweizer Luftfahrthistoriker und Luft-Luft Fotograf Joe Rimensberger (2017) und der deutsche Astronaut Thomas Reiter (1997).
Seit Oktober 2023 ist Martin Frauenheim der 57. Kavalier der Lüfte. Der Pilot zeichnet sich durch sein großes Engagement für die Fliegerei und besonders sein Wissen und seine zahlreichen Bücher und Vorträge als Luftfahrt- und Raketenhistoriker aus.
2024 wurde erstmals keine Einzelperson, sondern eine Luft-Sportgruppe ausgezeichnet. Seit Oktober ist die Segelfluggruppe des „Bremer Verein für Luftfahrt [BVL]“ der 58. Kavalier der Lüfte. Die am Segelfluggelände Osterholz-Scharmbeck beheimatete Gruppe hat ein Schulungssegelflugzeug vom Typ Schleicher ASK 13 eigenständig vollständig restauriert, dessen Lebenszyklus eigentlich abgelaufen war.

## Verein
Unterstützer und ehrenamtliche Organisatoren der bisherigen losen Gruppe Kavalier der Lüfte haben am 21. März 2025 offiziell den Verein „Kavalier der Lüfte“ gegründet, der nach Eintragung in das Vereinsregister mit dem Zusatz e.V. versehen wird.